# Цукемен
Цукемен (яп. つけ麺) — страва-рамен японської кухні, що складається з локшини, яку їдять після занурення в суп або бульйон, який подається окремо. Страва була створена Кадзуо Ямаґіші, ресторатором у Токіо, Японія, і стала дуже популярною як в Токіо, так і по всій Японії. У США цукемен став популярним у Лос-Анджелесі, тоді як в інших американських містах він залишається відносно рідкісним.
Соба та удон є видами локшини, що використовуються у страві. Локшину зазвичай подають холодною або кімнатної температури, тоді як суп зазвичай подають гарячим. Додаткові інгредієнти, що використовуються в страві, зазвичай подаються зверху або збоку від локшини. Вони включають норі, тяасюу (свинину приготовану на грилі), менму (ферментовані пагони бамбука), тамаго та варені яйця.
Суп служить соусом, в який занурюють їжу, і, як правило, має набагато сильніший та насиченіший смак у порівнянні зі звичайним бульйоном з рамен. Можна використати бульйон дасі. Деякі ресторани подають гарячу воду для розведення бульйну в кінці трапези, зменшуючи його міцність і роблячи його більш подібним до супу.

## Історія

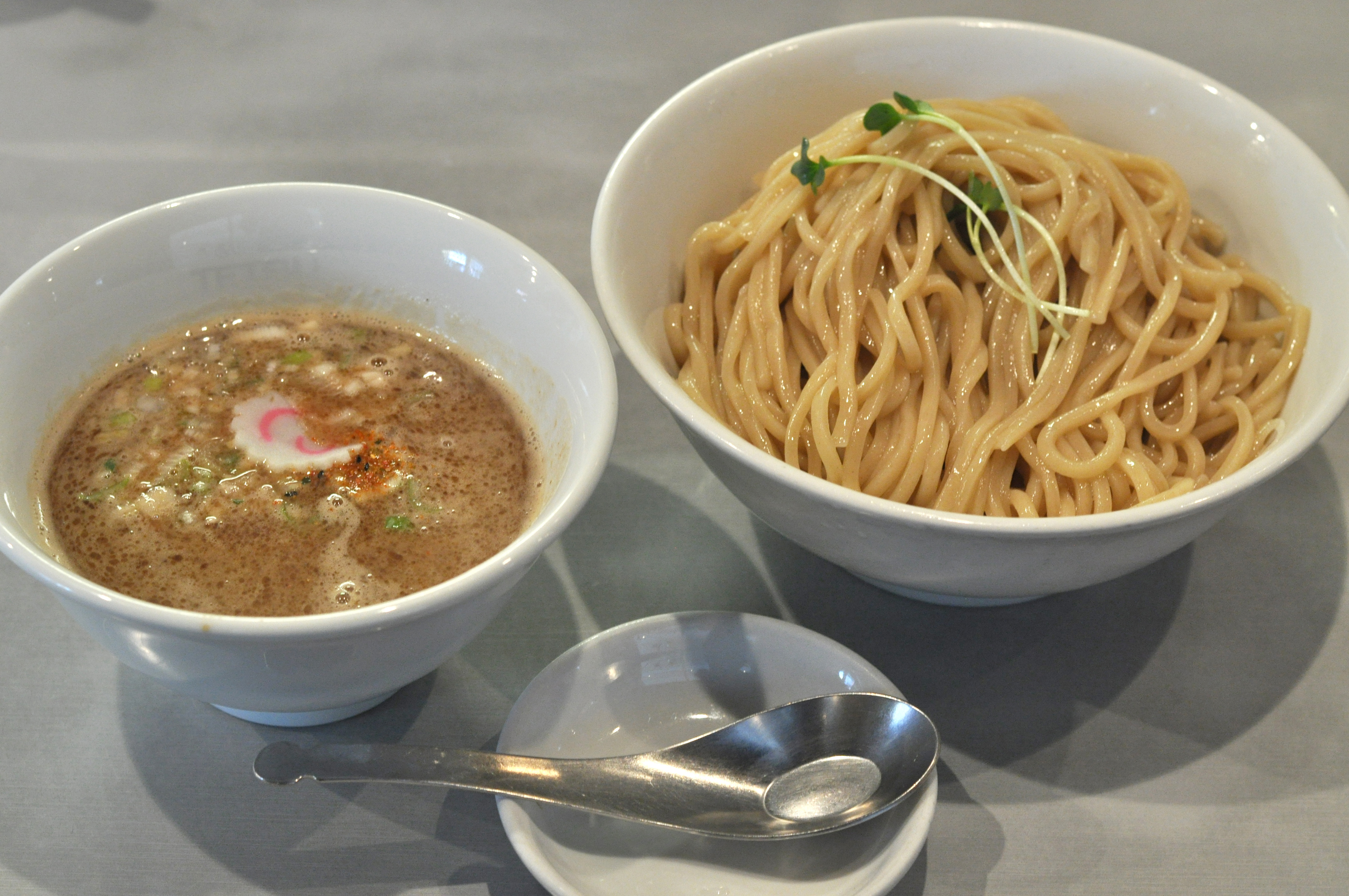
Цукемен

Цукемен був створений Кадзуо Ямаґіші (1935–2015), який володів Taishoken, відомим рестораном з раменом у Токіо, Японія. У 1961 році Ямаґіші додав страву до меню свого ресторані, використовуючи назву «спеціальна морісоба», яка складалася з «холодної локшини соба з супом для занурення», хоча, ймовірно, вона була створена за певний час до цього. У той час вона коштувала 40 єн, і незабаром стала дуже популярною в ресторанах мережі Taishoken. Станом на 2015 рік в Японії існувало понад 100 ресторанів Taishoken.
В останні роки (приблизно з 2000 року по теперішній час) цукемен став дуже популярною стравою в Токіо та по всій Японії, і нині в країні існують ресторани, які подають виключно її.
Цукемен також подають у ресторанах США та інших країн. Останніми роками (приблизно з 2013 року) цукемен став популярною стравою в деяких магазинах з рамен у Лос-Анджелесі. В інших районах США, страва залишається рідкістю.
З 2009 року існує експо присвячене цукемену (яп. 大つけ麺博).

## Галерея

Різні препарати від цукемену
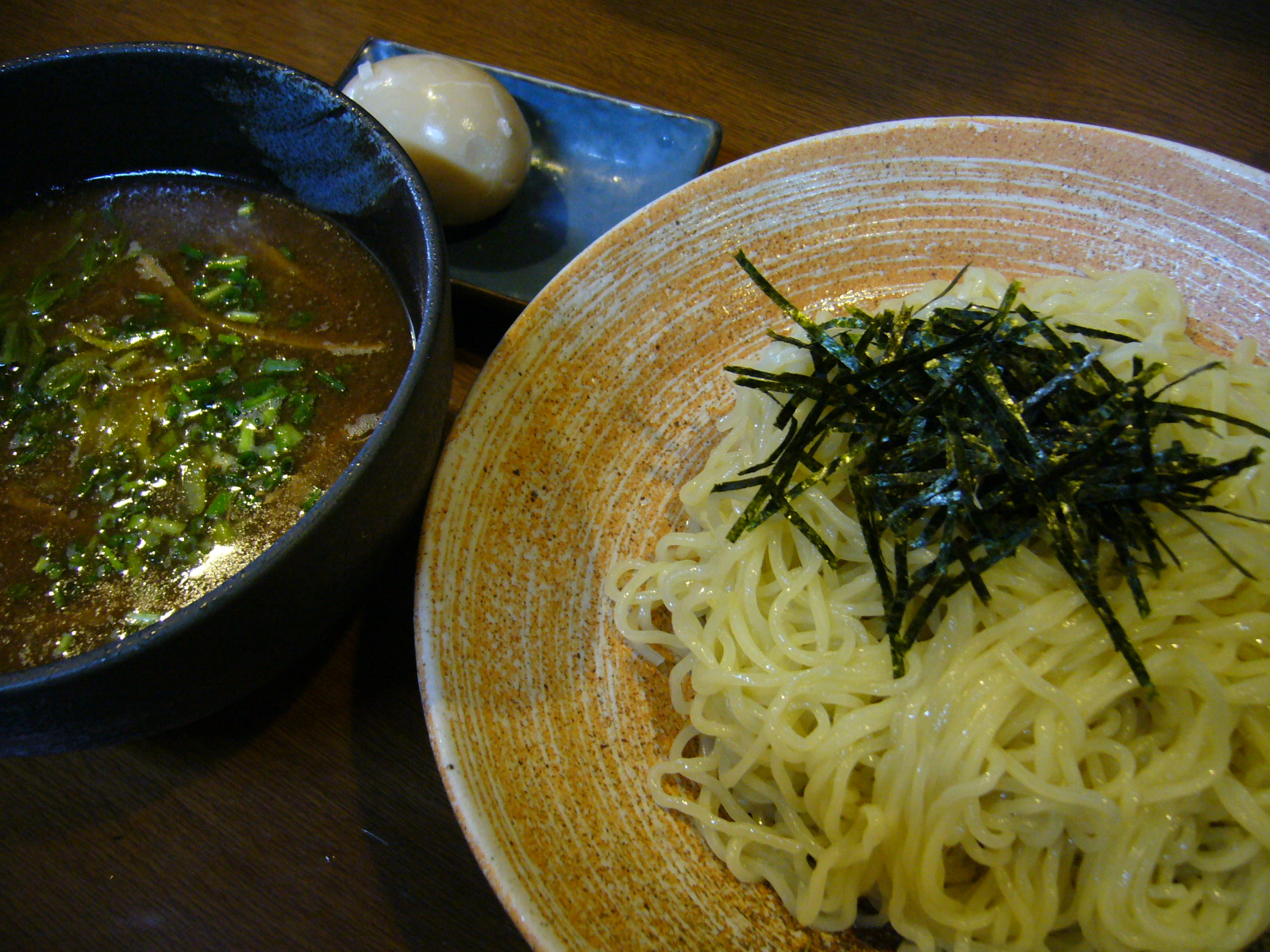
Цукемен з локшиною та норі
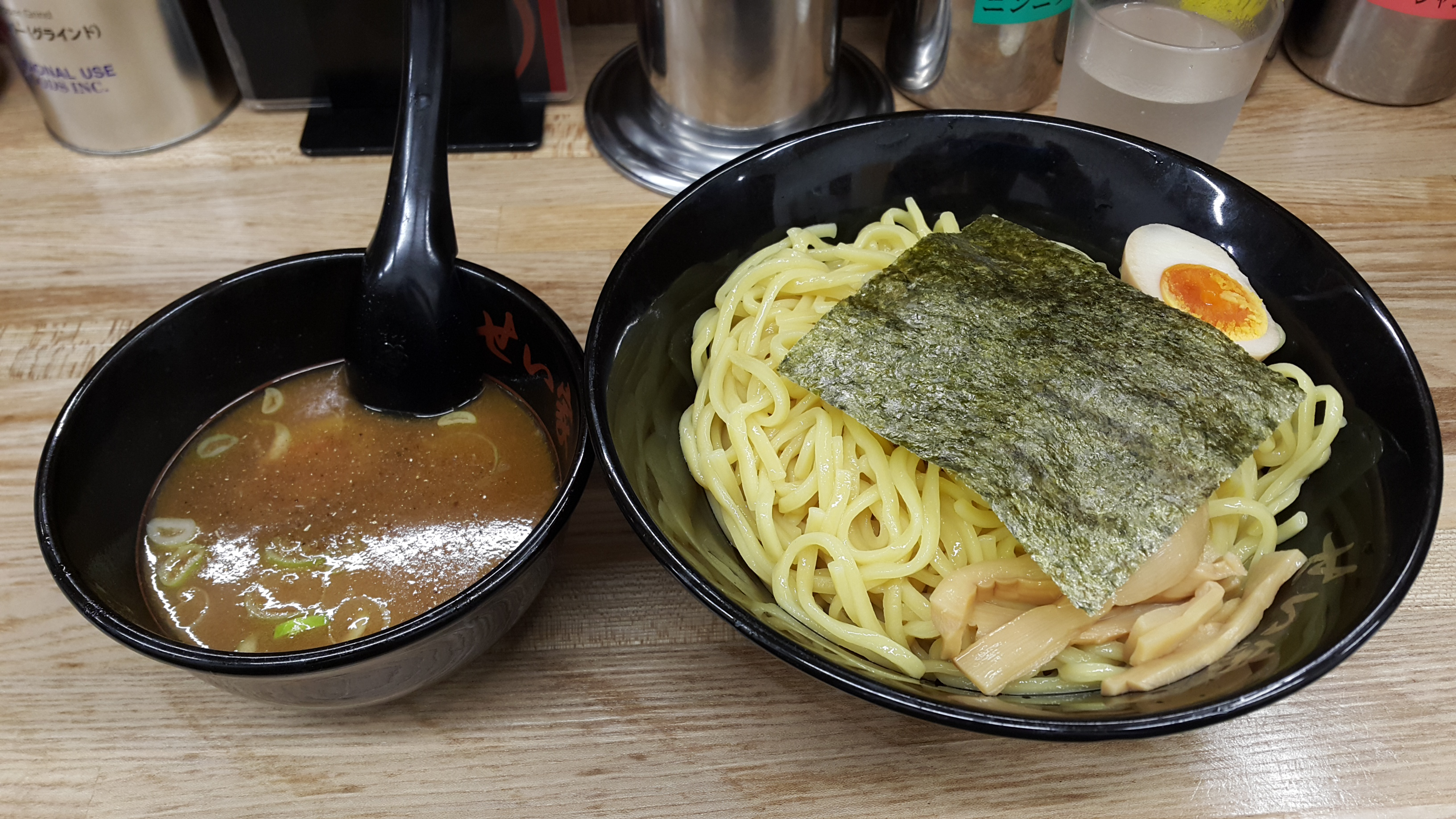
Цукемен з листом норі поверх локшини
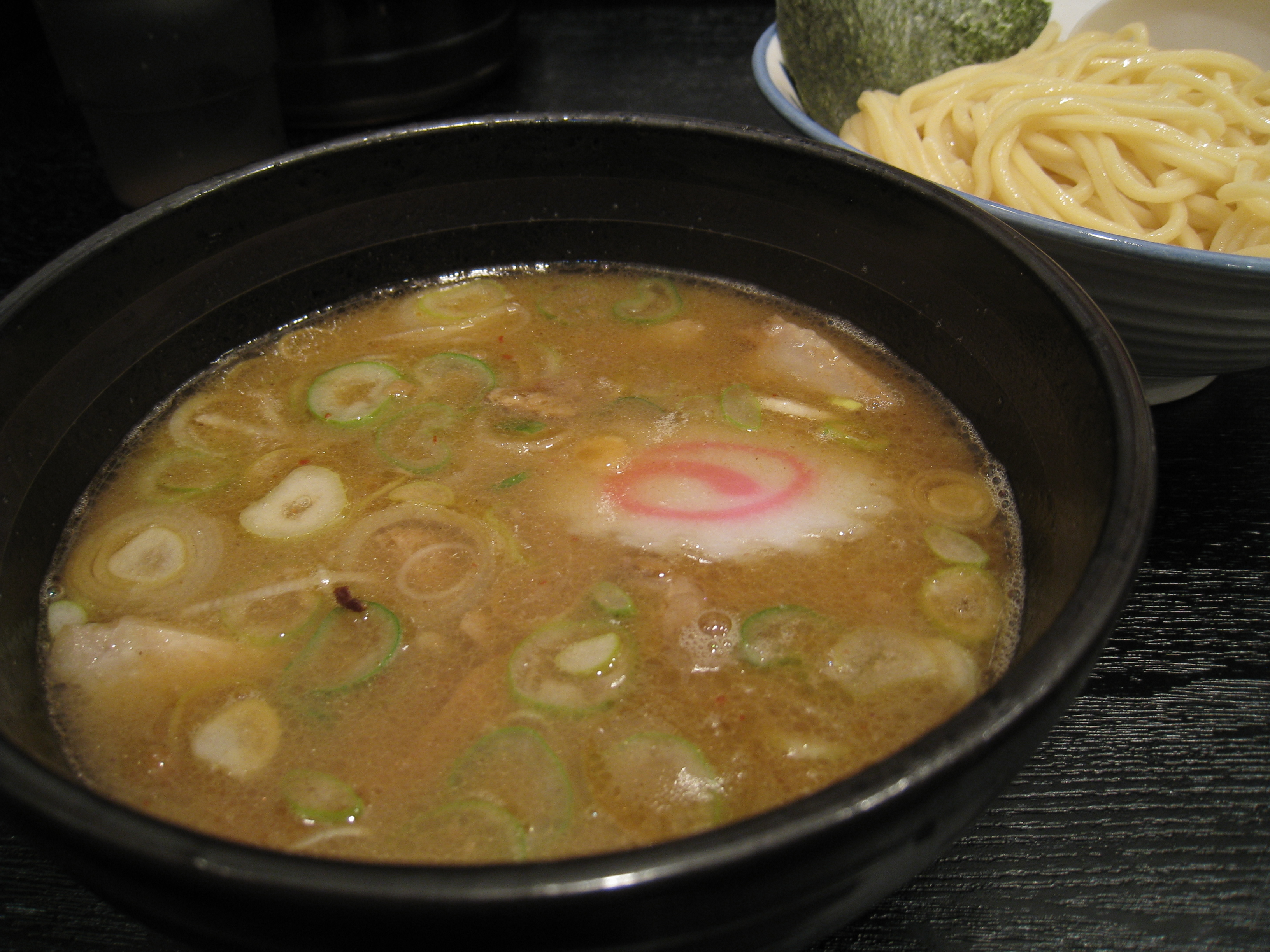
Суп цукемен
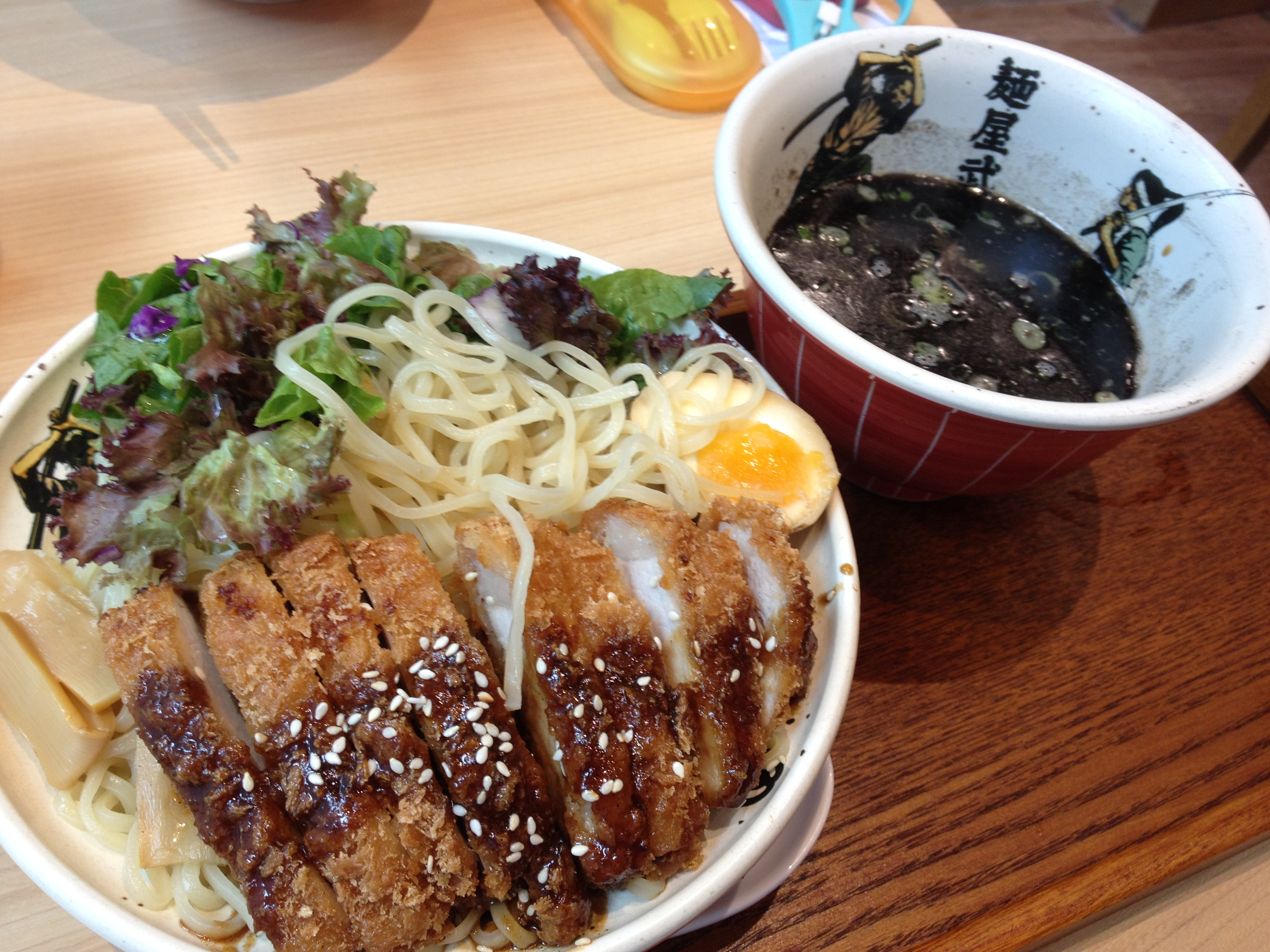
Цукемен з смаженою свиною котлетою, половиною яйця і зеленню, Сінгапур
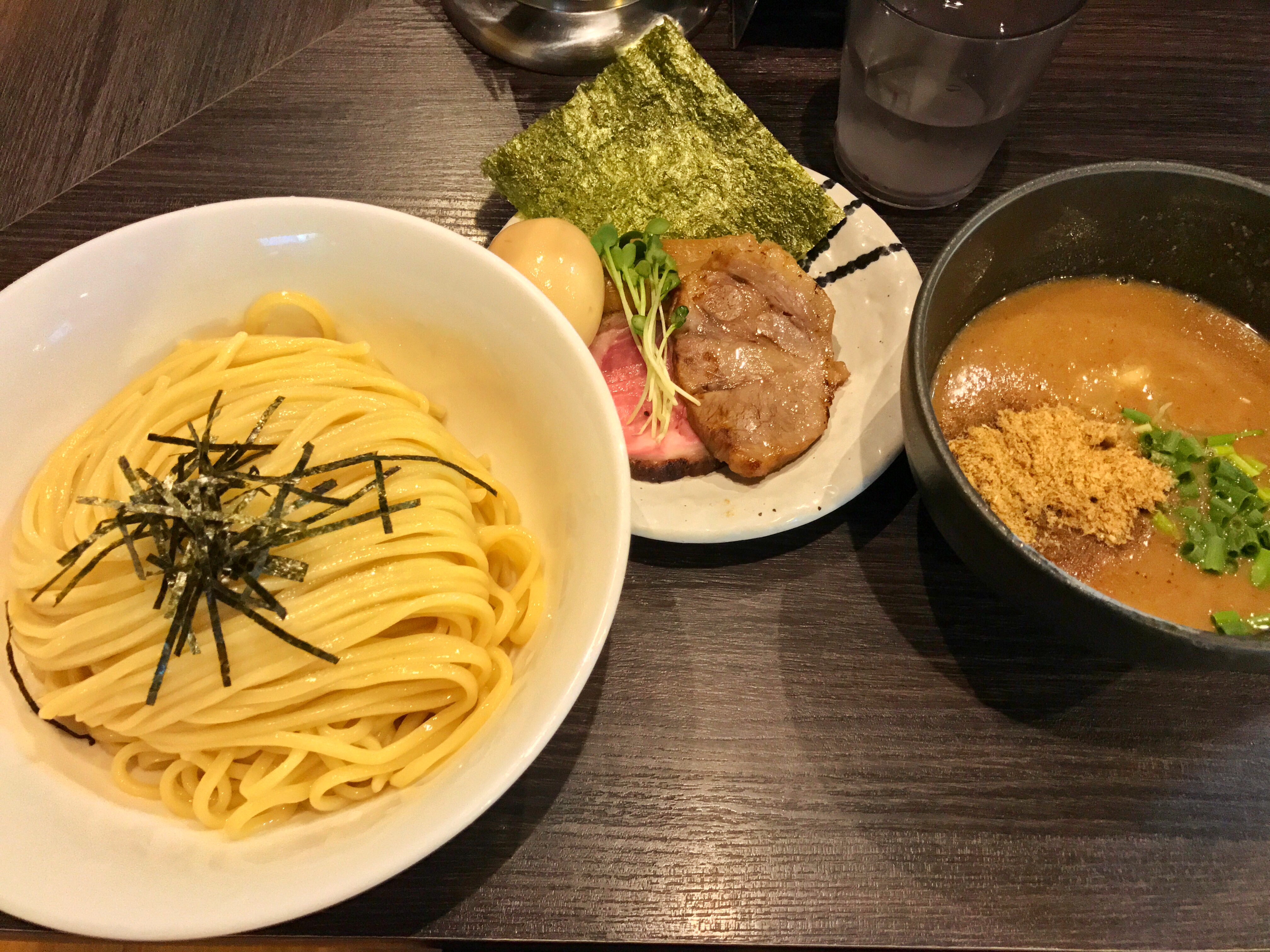
Цукемен та інші страви
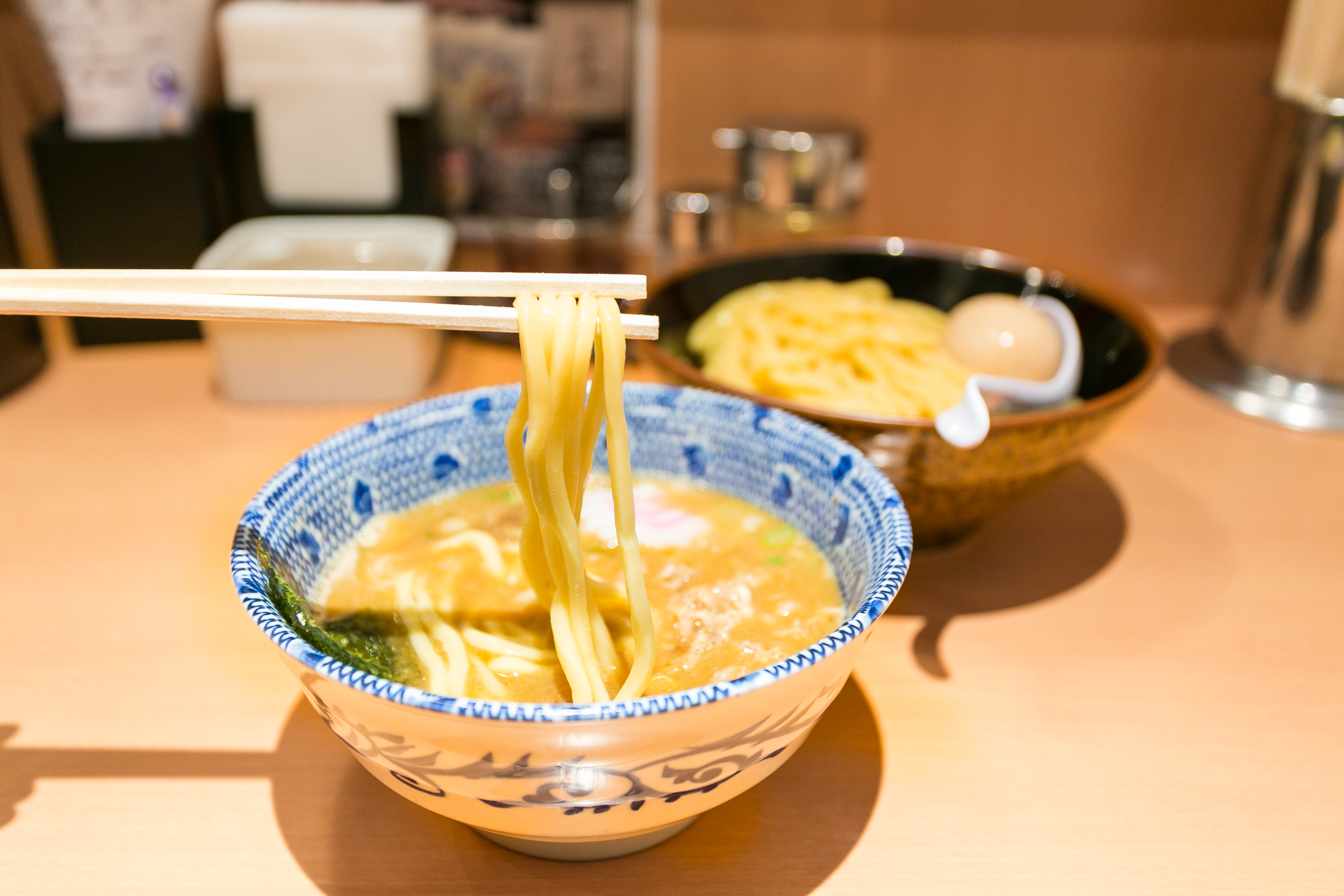
Локшина цукемен